# Gallerucida erythroptera
Gallerucida erythroptera es una especie de insecto coleóptero de la familia Chrysomelidae.
Fue descrita científicamente en 1992 por Yang in Yang.